# توماس دبليو. باركس
توماس دبليو. باركس (بالإنجليزية: Thomas W. Parks)‏ هو مهندس أمريكي، ولد في 16 مارس 1939 في بوفالو في الولايات المتحدة.